# سیارک ۳۹۹۵
سیارک ۳۹۹۵ (به انگلیسی: 3995 Sakaino، نامگذاری:1988XM) سه هزار و نهصد و نود و پنجمین سیارک کشف شده‌است که در ۵ دسامبر ۱۹۸۸ کشف شد.
قدر مطلق سیارک برابر ۱۲٫۴۰ است.